# Julio César Sanders
Julio César Alberto Sanders del Valle (Quilmes, provincia de Buenos Aires, Argentina, 13 de febrero de 1897 – ibídem, 10 de junio de 1942) fue un pianista que se dedicó al género del tango autor de la música de la obra Adiós muchachos, con letra de César Felipe Vedani, que ha tenido difusión  mundial.

## Actividad profesional
Trabajó como músico en diversos locales y también en la radiofonía sin llegar a destacarse, pero adquirió renombre cuando se estrenó el tango 
“Adiós muchachos”,  cuya popularidad superó a otros tangos conocidos universalmente como A media luz, Caminito, El choclo y La cumparsita, que le siguen en ese orden.
Su primera obra publicada fue Inglesita (1924), un tango que tiene letra de Horacio Zubiría Mansilla; luego siguieron otros tangos, como 
Viejo patio, con letra de Enrique Domingo Cadícamo (1935), que grabó Rosita Quiroga y valses como Yo tan solo veinte años tenía, que grabó Agustín Magaldi y Luna de arrabal,  del que Charlo hizo una creación y se canta en la película Los locos del cuarto piso, ambos con letra de Cadícamo. 
Otras obras contaron con la letra de Daniel López Barreto, Elio Rietti, Rodolfo Sciammarella y César Vedani.
En 1936 hizo la banda musical de Canillita, protagonizada por Amanda Ledesma.

## El tangoAdiós muchachos
El tango fue incluido en Wonder Bar, película de Estados Unidos dirigida en 1934 por Lloyd Bacon cuya acción transcurre en un cabaré de Monsmartre. También se ejecutó en dos filmes del actor francés Charles Boyer: History is Made at Night –Cena de medianoche- (1937) con Jean Arthur, en el cual la pareja lo baila y lo menciona como "nuestro tango" y en Together Again –Juntos otra vez- (1937).
Fue incluido en la banda de sonido de Scent of a Woman –Perfume de mujer- (1992) y en Scoop, dirigida por Woody Allen en 2006.
En televisión, el tango –con la letra de  Dorcas Cochran, fue cantado por Desi Arnaz en el episodio 31 de I Love Lucy en 1952 y por Lucille Ball en el episodio 130 de la misma serie, en 1955.
Louis Armstrong hizo su propia versión del tango con  el título I get ideas (Tengo Ideas) que lo grabó el 24 de julio de 1951, figurando Dorcas Cochran como autora de la letra. En Gran Bretaña hubo dos versiones tituladas Te guardaré siempre en mi corazón y Pablo el soñador. En Estados Unidos con el nombre de Farewell companions (Adiós compañeros) hay una versión que si bien intentó ser una traducción de la letra original, tiene pocas coincidencias con esta.
En Italia hay una letra en italiano que pertenece a Eugenio Rondinella, y si bien conservó el título con las palabras y en el idioma original, es totalmente distinta pues se refiere a la despedida de un hombre que va a estar preso un año.
Dice Gobello del tango Adiós muchachos:

"se afirma que es el tango que mayor número de versiones fonográficas ha logrado en el mundo. Ciertamente su melodía es de las que se califican como pegadizas (aunque no coincide con el patetismo de los versos), pero no parecer ella razón suficiente de la aceptación lograda por los melodiosos ayes de un moribundo tanguístico".

Falleció en Quilmes el 10 de junio de 1942.

## Nombres deAdiós muchachosregistrados en SADAIC
Los nombres con los que figura el registro del 20-11-1935 en SADAIC son los siguientes:
- Adiós muchachos
- Adiós  amigos
- Adieu
- Adieu París
- El Pablo el soñador
- Pablo The Dreamer
- Farewell Boys
- I get Ideas
- I’ll Keep you in my Hear
- Ik heb n Coca Cola
- Tango Medley
- Marianne
- Me revoici
- Twee donk re ogen
- Von gestern abend bis he
- Zwei rote Lippen vein
- Adiós muchachos-Sanders-Vedani
- Pablo el soñador El-Sanders
- Efsane ask

## Obras registradas en SADAIC
- A bailar muchachos con la colaboración de César Felipe Vedani	.
- Adiós muchachos con la colaboración de César Felipe Vedani (1935).
- Aquella con la colaboración de Atilio Supparo  y José López Ares.
- Calavera con la colaboración de Rodolfo Aníbal Sciammarella (1934).
- En la mala con la colaboración de Daniel Rosas del Urde López.
- Gorrión de mi barrio con la colaboración de Enrique Domingo Cadícamo (1934).
- He vuelto muchachos con la colaboración de Emilio Dionisio Juan Brumeri y José M. Suñé
- Inglesita  (1934)
- La noche y su silencio con la colaboración de Julio Canilloni.
- Largalo  (1912)
- Luna de arrabal con la colaboración de Enrique Domingo Cadícamo (1946).
- Mi castigo con la colaboración de César Felipe Vedani	(1942).
- Viejo patio con la colaboración de Enrique Domingo Cadícamo (1935).
- When we are dancing o  Tengo ideascon la colaboración de César Felipe Vedani.
- Yo tan solo veinte años tenía con la colaboración de Enrique Domingo Cadícamo (1934).

Fuente

## Filmografía
Adiós muchachos en la banda de sonido
- Wonder Bar (1934)[6]
- Freddie Martin & His Orchestra (cortometraje) (1935)
- Otra reunión de acusados (1939)
- Ciudad de conquista (1940)
- Otra vez juntos (1944)
- Esencia de mujer o Perfume de mujer (1992)
- Full Monty (1997)
- Vääpeli Körmy ja kahtesti laukeava (1997)
- Los impostores (1998)
- Zbogum na dvaesetiot vek (1998)
- Scoop (2006)
- Cruella(2021)

## Televisión
Adiós muchachos en la banda de sonido
- I Love Lucy ( episodio 31) (1952)
- I Love Lucy (episodio 130) (1955)
- Alys Robi (miniserie) (Episodio 1.2) (1995)